# Herkulesbahn
| Streckenlänge: | 11,24 km                                 |                     |                     |
| Spurweite: | 1000 mm (Meterspur)                      |                     |                     |
| Stromsystem: | Bis 1920: 550 Volt = Ab 1920: 700 Volt = |                     |                     |
| Maximale Neigung: | 80 ‰                                     |                     |                     |
| Streckengeschwindigkeit: | 20 km/h                                  |                     |                     |
| |                                          |                     |                     |
| \| \| \| Kirchweg \| \| \| \| \| Friedensstraße \| \| \| \| \| Güterbahnhof \| \| \| \| \| zum Güterbahnhof \| \| \| \| \| Main-Weser-Bahn \| \| \| \| \| Hasselweg \| \| \| \| \| Nordhäuser Pfad \| \| \| \| \| Palmenbad \| \| \| \| \| Dönche \| \| \| \| \| Luisenhaus \| \| \| \| \| \| \| \| \| \| Marienweg \| \| \| \| \| Vollgraf \| \| \| \| \| Henkes \| \| \| \| \| Brasselsberg \| \| \| \| \| Goßmann \| \| \| \| \| Am Steinbruch \| \| \| \| \| Basaltsteinbruch \| \| \| \| \| Neue Drusel \| \| \| \| \| Alte Drusel \| \| \| \| \| Neu Holland \| \| \| \| \| \| \| \| \| \| Zeche Herkules \| \| \| \| \| Ziegenkopf \| \| \| \| \| Hohes Gras \| \| \| \| \| Zeche Roter Stollen \| \| \| \| \| Krähhahnstraße \| \| \| \| \| Herkules \| \| |                                          |                     |                     |
| Kopfbahnhof Streckenanfang (Strecke außer Betrieb) |                                          | Kirchweg            | Kirchweg            |
| Haltepunkt / Haltestelle (Strecke außer Betrieb) |                                          | Friedensstraße      | Friedensstraße      |
| Haltepunkt / Haltestelle (Strecke außer Betrieb) |                                          | Güterbahnhof        | Güterbahnhof        |
| Abzweig geradeaus und nach links (Strecke außer Betrieb) |                                          | zum Güterbahnhof    | zum Güterbahnhof    |
| Kreuzung geradeaus oben (Strecke geradeaus außer Betrieb) |                                          | Main-Weser-Bahn     | Main-Weser-Bahn     |
| Haltepunkt / Haltestelle (Strecke außer Betrieb) |                                          | Hasselweg           | Hasselweg           |
| Haltepunkt / Haltestelle (Strecke außer Betrieb) |                                          | Nordhäuser Pfad     | Nordhäuser Pfad     |
| Kopfbahnhof Streckenanfang und quer (Strecke außer Betrieb) · Abzweig geradeaus und von rechts (Strecke außer Betrieb) |                                          | Palmenbad           | Palmenbad           |
| Bahnhof (Strecke außer Betrieb) |                                          | Dönche              | Dönche              |
| Bahnhof (Strecke außer Betrieb) |                                          | Luisenhaus          | Luisenhaus          |
| Strecke von links (außer Betrieb) · Abzweig geradeaus und nach rechts (Strecke außer Betrieb) |                                          |                     |                     |
| Strecke (außer Betrieb) · Haltepunkt / Haltestelle (Strecke außer Betrieb) |                                          | Marienweg           | Marienweg           |
| Strecke (außer Betrieb) · Haltepunkt / Haltestelle (Strecke außer Betrieb) |                                          | Vollgraf            | Vollgraf            |
| Strecke (außer Betrieb) · Haltepunkt / Haltestelle (Strecke außer Betrieb) |                                          | Henkes              | Henkes              |
| Strecke (außer Betrieb) · Kopfbahnhof Streckenende (Strecke außer Betrieb) |                                          | Brasselsberg        | Brasselsberg        |
| Haltepunkt / Haltestelle (Strecke außer Betrieb) |                                          | Goßmann             | Goßmann             |
| Bahnhof (Strecke außer Betrieb) |                                          | Am Steinbruch       | Am Steinbruch       |
| Abzweig geradeaus und nach links (Strecke außer Betrieb) · Betriebs-/Güterbahnhof Streckenende und quer (Strecke außer Betrieb) |                                          | Basaltsteinbruch    | Basaltsteinbruch    |
| Haltepunkt / Haltestelle (Strecke außer Betrieb) |                                          | Neue Drusel         | Neue Drusel         |
| Haltepunkt / Haltestelle (Strecke außer Betrieb) |                                          | Alte Drusel         | Alte Drusel         |
| Bahnhof (Strecke außer Betrieb) |                                          | Neu Holland         | Neu Holland         |
| Abzweig geradeaus und nach links (Strecke außer Betrieb) · Strecke von rechts (außer Betrieb) |                                          |                     |                     |
| Strecke (außer Betrieb) · Dienststation / Betriebs- oder Güterbahnhof (Strecke außer Betrieb) |                                          | Zeche Herkules      | Zeche Herkules      |
| Strecke (außer Betrieb) · Haltepunkt / Haltestelle (Strecke außer Betrieb) |                                          | Ziegenkopf          | Ziegenkopf          |
| Strecke (außer Betrieb) · Bahnhof (Strecke außer Betrieb) |                                          | Hohes Gras          | Hohes Gras          |
| Strecke (außer Betrieb) · Betriebs-/Güterbahnhof Streckenende (Strecke außer Betrieb) |                                          | Zeche Roter Stollen | Zeche Roter Stollen |
| Haltepunkt / Haltestelle (Strecke außer Betrieb) |                                          | Krähhahnstraße      | Krähhahnstraße      |
| Kopfbahnhof Streckenende (Strecke außer Betrieb) |                                          | Herkules            | Herkules            |

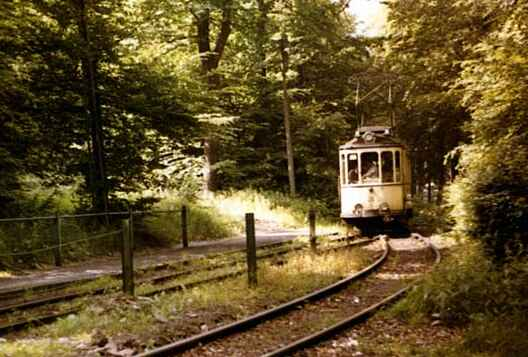
Personentriebwagen an der Endstation am Brasselsberg, 1962

Die Herkulesbahn war eine meterspurige Kleinbahn im Stadtgebiet von Kassel, die zwischen 1902 und 1966 betrieben wurde, ab 1961 als Straßenbahn. Ihre im Güter- und Personenverkehr bedienten Strecken erschlossen im Anschluss an die normalspurige Kasseler Straßenbahn den südlichen Teil von Kassel-Wilhelmshöhe und den Hohen Habichtswald mit dem Bergpark Wilhelmshöhe und der namensgebenden Herkulesstatue. Im Personenverkehr diente sie vor allem dem Ausflugsverkehr, das Güterverkehrsaufkommen wurde von der im Habichtswald in mehreren Zechen abgebauten Braunkohle sowie dem Habichtswälder Basalttuff bestimmt.

## Überblick
Die Bahn fuhr vom Kirchweg im Stadtteil Wehlheiden über die Kohlenstraße und die damals noch schmale, gepflasterte und steile Druseltalstraße hinauf bis in die Hochlagen des Habichtswalds. Man gelangte durch das waldreiche Tal der Drusel über den zum Stadtteil Wilhelmshöhe gehörenden Ortsbezirk Neu Holland und von dort entlang der Hüttenbergstraße hinauf bis nahe an den Herkules. Entlang der Hüttenbergstraße ist der ehemalige Verlauf der Gleise noch anhand eines zumeist gerade verlaufenden Spazier- und Wanderwegs zu erkennen (Stand 2024). Die Bergstation befand sich etwa 400 Meter südwestlich des Herkules auf etwa 490 m ü. NHN (⊙) nahe dem untersten der drei heutigen Parkplätze; unmittelbar östlich liegt der Drusel-Zufluss Sichelbach. Von der Endstation konnten die Fahrgäste zum Bergpark Wilhelmshöhe und zu den dortigen Wasserspielen gelangen.
Auf einer Nebenstrecke fuhren die Personentriebwagen vom Luisenhaus an der Druseltalstraße entlang des Habichtswalds beziehungsweise der Bergstraße (heute Konrad-Adenauer-Straße) bis zur Endstation unterhalb des Brasselsbergs im gleichnamigen Stadtteil. Eine weitere Nebenstrecke führte von Neu Holland aus am Ziegenkopf vorbei zum Hohen Gras, und eine dritte verlief zwischen der Haltestelle Dönche an der Druseltalstraße und dem Palmenbad, Kassels erstem Hallenbad.
Innerhalb des Habichtswalds bedienten die Gütertriebwagen mehrere Gleisanschlüsse, die das Abbaumaterial von den Zechen Alte Drusel, Herkules und Roter Stollen in Richtung Kassel transportierten. Die größte Steigung betrug 1:12,5 bzw. 80 ‰.

## Geschichte

### Allgemeines

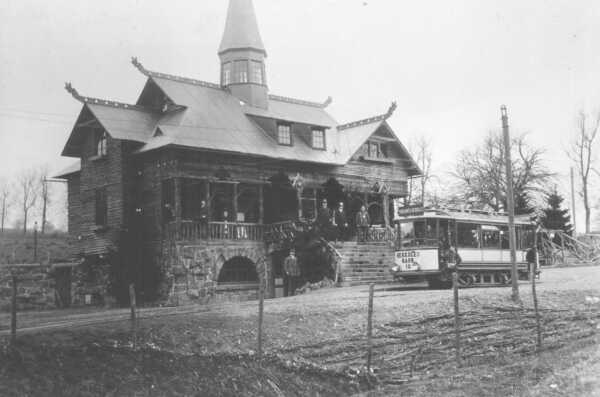
Gebäude der Endstation am Herkules um 1910

Im Habichtswald wurde zu Beginn des 20. Jahrhunderts an verschiedenen Stellen Braunkohle abgebaut (Nordhessisches Braunkohlerevier). Der Transport der Kohle, aber auch von Steinen aus den Steinbrüchen des Habichtswalds, insbesondere des dortigen Basalttuffs, war nur unter großen Mühen mit Pferdefuhrwerken möglich. Nachdem 1898 die Zeche Alte Drusel in den Besitz einer belgischen Gesellschaft, der Charbonnages de Cassel, übergegangen und stark erweitert worden war, sollte eine Drahtseilbahn die Kohle zum Bahnhof Wilhelmshöhe bringen.
Der Kasseler Industrielle Gustav Henkel regte in eigener Regie den Bau einer elektrischen Bahn an, die von seinem eigenen Elektrizitätswerk an der Hunrodstraße in Wilhelmshöhe gespeist werden sollte. Mit diesem Plan erhoffte er sich eine bessere Auslastung seines Kraftwerks, mehr Besucher für sein neben dem Kraftwerk liegendes Palmenbad und eine günstigere Verkehrsanbindung für die in Wilhelmshöhe befindliche Villenkolonie Mulang, in der er auch selber wohnte. Bereits 1897 hatte Henkel den Bau einer elektrischen Bergbahn vom Bahnhof Wilhelmshöhe zum Herkules beantragt, die im oberen Abschnitt als Zahnradbahn ausgeführt werden sollte. Diesen Antrag hatte jedoch das preußische Oberhofmarschallamt abgelehnt, das für das als Sommerresidenz der preußischen Könige und deutschen Kaiser genutzte Schloss Wilhelmshöhe zuständig war.
Am 28. Dezember 1901 erhielt Henkel schließlich die Konzession für den Bau einer meterspurigen elektrischen Kleinbahn für den Personen- und Güterverkehr. Zuvor hatte er einen Vertrag mit der belgischen Bergbaugesellschaft abgeschlossen, die damit auf ihre eigenen Baupläne verzichtete. Die Bauausführung oblag der Hannoverschen Bahnindustrie.
Die polizeiliche Abnahme für den Güterbetrieb fand am 7. November 1902 statt. Seitdem transportierte die Herkulesbahn mit eigens konstruierten Gütertriebwagen Braunkohle aus dem Druseltal zum Güterbahnhof Wilhelmshöhe in der Kohlenstraße und über einen Gleisanschluss zum Henkelschen E-Werk am Palmenbad. Ab 1905 wurde auch im Habichtswald abgebauter Basalt transportiert. Der Personenverkehr konnte am 27. April 1903 vom Palmenbad zum Herkules aufgenommen werden. Anfangs standen drei Personentriebwagen zur Verfügung. Am Palmenbad gab es einen Anschluss zur städtischen Kasseler Straßenbahn. Kurz nach der Eröffnung, im Dezember 1905, wurde die Herkulesbahn in eine Aktiengesellschaft umgewandelt. Ab 1909 baute die Gesellschaft ihre Strecke zwischen Güterbahnhof Wilhelmshöhe und Neu Holland abschnittsweise zweigleisig aus. In den Jahren 1912 bis 1915 beförderte die Bahn etwa 550.000 Personen, die höchste Beförderungsleistung an einem Tag war am 3. August 1913 mit 10.621 Fahrgästen. Zwischen 1920 und 1924 verkehrten die Kohlenzüge rund um die Uhr.
Zum 1. Januar 1927 übernahm die Große Kasseler Straßenbahn die Aktienmehrheit der Herkulesbahn, womit die Konkurrenzsituation zwischen den beiden Unternehmen endete. 1960 wurden beide Betriebe vereinigt und die Herkulesbahn AG aufgelöst. Nachdem der Bergbau im Habichtswald nach dem Zweiten Weltkrieg (1939–1945) stark zurückgegangen war, wurde der Güterverkehr unrentabel und im Juli 1961 eingestellt; bis dahin wurden täglich bis zu 500 Tonnen Ladung transportiert. Anschließend konnte die Strecke in eine Straßenbahn gemäß Straßenbahn-Bau- und Betriebsordnung (BOStrab) umgewidmet werden, der Betrieb nach der Eisenbahn-Bau- und Betriebsordnung für Schmalspurbahnen (ESBO) war ohne den Güterverkehr nicht mehr notwendig. Außerdem bekam die Herkulesbahn damals Liniennummern im Anschluss an das Straßenbahnnetz zugeteilt. Fortan fuhren die Linie 12 nach Brasselsberg und die Linie 13 zum Herkules.
1962 beschloss der Aufsichtsrat der Kasseler Verkehrs-Gesellschaft (KVG), des Nachfolgeunternehmens der Großen Kasseler Straßenbahn, die Herkulesbahn auf Normalspur umzuspuren und sie an der Straßenbahnendstelle Druseltal mit dem ebenfalls normalspurigen Straßenbahnnetz zu verbinden. Im oberen Teil der Strecke zum Herkules wurden hierzu bereits entsprechende Schwellen eingebaut. 1963 wurden Überlegungen der Bundeswehr bekannt, den Standortübungsplatz von der Dönche nach Ehlen zu verlegen und die Druseltalstraße als für Panzer geeignete Straße auszubauen. Nach Berechnungen der KVG war in diesem Fall der Omnibusbetrieb günstiger als die Umspurung und es wurde dem Magistrat der Stadt Kassel empfohlen, den Betrieb der Herkulesbahn mit dem Beginn des Ausbaus der Druseltalstraße einzustellen.
Schon bald nach der Stilllegung begann der Abbau von Strecke und Gebäuden und die Verschrottung aller Fahrzeuge, so dass heute nur noch wenig an die Herkulesbahn erinnert. Der ehemalige Streckenverlauf zum Brasselsberg ist teilweise als Fußweg erhalten, auch der ehemalige Streckenverlauf zwischen Neu-Holland und der Endhaltestelle Herkules ist noch zu erkennen.
Seit seiner Gründung am 3. Mai 2002 setzt sich der Förderverein Neue Herkulesbahn Kassel e. V. für eine Verlängerung der bestehenden Straßenbahnlinie – heute Linie 4, bis zum 25. März 2018 Linie 3 – zum Herkules ein. Die Trassierung soll weitestgehend der der ehemaligen Herkulesbahn entsprechen. Man verspricht sich dadurch vor allem eine bessere und zugleich schonendere touristische Erschließung des Bergparks Wilhelmshöhe. Ende Oktober 2018 haben die Stadtverordneten von Kassel beschlossen, dass für einen Neubau bzw. Reaktivierung der Herkulesbahn ein Verkehrskonzept entwickelt werden soll.

### Streckennetz

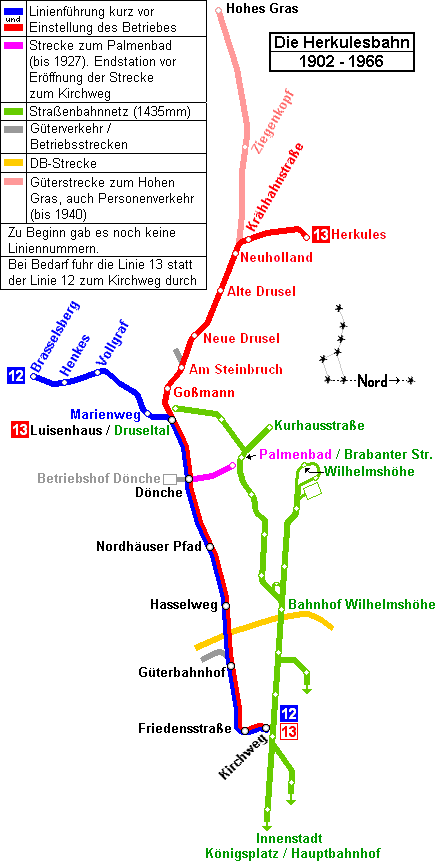
Streckennetz der Herkulesbahn

Zu Beginn war das Netz der Herkulesbahn 6,5 Kilometer lang, davon wurden 4,6 Kilometer im Güterverkehr und 4,42 Kilometer im Personenverkehr betrieben. Bereits 1909 wurde eine 1,4 Kilometer lange Erweiterung bis zum Kirchweg an der Wilhelmshöher Allee eröffnet. Da aber die Stadt Kassel hierfür die Genehmigung erteilen musste und eine Konkurrenz für den städtischen Straßenbahnbetrieb befürchtete, verzögerte sich die Eröffnung bis 1909. Fortan konnten die Fahrgäste vom Kirchweg aus in weniger als einer halben Stunde den Herkules erreichen.
1911 konnte das Angebot für den Personenverkehr durch die Eröffnung der 1,5 Kilometer langen Strecke zur Gartenstadt Brasselsberg abermals erweitert werden. Es war geplant und schon von allen Instanzen genehmigt, die Strecke von der Kohlenstraße bis an die Karlsaue zu führen, doch aufgrund des Ausbruchs des Ersten Weltkriegs (1914–1918) wurden die Pläne nicht weiter ausgeführt. Durch den erhöhten Rohstoffbedarf im Krieg wurden weitere Zechen an das Netz der Herkulesbahn angeschlossen. Ein kleiner Abzweig zur bei Neu Holland gelegenen Zeche Herkules wurde 1916 fertiggestellt.
1917/18 ließen die Betreiber der Zeche Roter Stollen eine Strecke von der Zeche Herkules vorbei am Ziegenkopf mit der Zeche Roter Stollen zum Hohen Gras bauen. Diese Verlängerung war 2,25 Kilometer lang und wurde hauptsächlich von Kriegsgefangenen errichtet. Zwischen 1922 und ihrer Stilllegung am 31. Dezember 1940 wurden auf ihr auch Personen befördert. Nach Eröffnung dieser Teilstrecke erreichte das Netz 1920 mit 11,24 Kilometern seine größte Ausdehnung.
Mehrere Faktoren führten 1923 zur Einstellung des Personenverkehrs zum Palmenbad. Zum einen wurden bereits 1918 das Bad und das in diesem Jahr von der Stadt übernommene Elektrizitätswerk stillgelegt, zum anderen expandierte die Große Kasseler Straßenbahn, und ein neuer Anknüpfungspunkt der Netze im Druseltal war vorhanden. Die Strecke wurde auf Normalspur umgebaut und diente seither als Verbindung vom Depot der Herkulesbahn zur Hauptwerkstatt im Betriebshof Wilhelmshöhe der Großen Kasseler Straßenbahn.
Im Zweiten Weltkrieg wurden die Zechen Herkules (31. Dezember 1940) und Roter Stollen (1941) und somit der Streckenabschnitt zum Hohen Gras stillgelegt. In den frühen 1950er Jahren war geplant, die Strecke vom Brasselsberg bis in die Nachbargemeinde Elgershausen (heute Ortsteil der Gemeinde Schauenburg) zu verlängern, was jedoch scheiterte.
Nachdem bereits am 1. Dezember 1965 die Verbindung vom Luisenhaus zum Brasselsberg auf Omnibusbetrieb umgestellt worden war, fuhr am 11. April 1966 kurz nach 23:00 Uhr letztmals ein Triebwagen vom Herkules talwärts. Seit dem Folgetag, dem 12. April, war auch der Herkules mit dem Kirchweg durch Busse verbunden.

### Übersicht der Stilllegungen

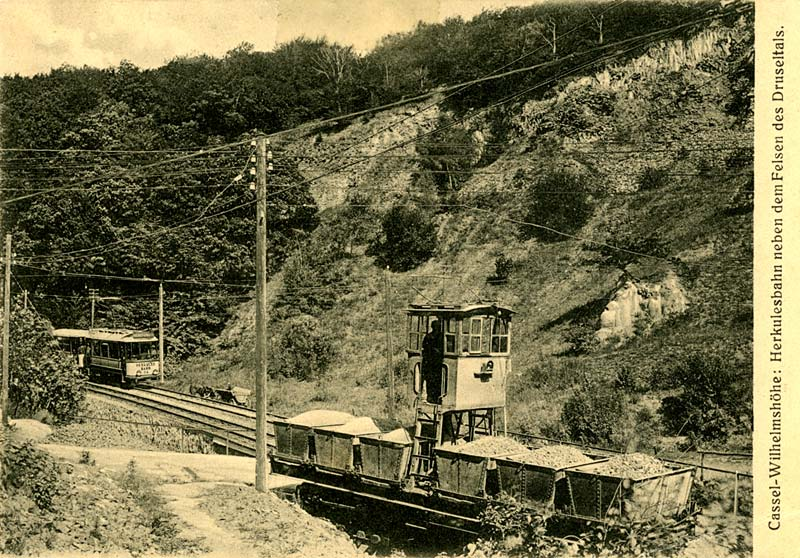
Personen- (hinten) und Gütertriebwagen (vorne) in der Druseltalstraße, um 1910

| Stilllegung       | Streckenabschnitt              |
| ----------------- | ------------------------------ |
| 31. Dezember 1925 | Kassel Palmenbad–Kassel Dönche |
| 31. Dezember 1940 | Zeche Herkules–Hohes Gras      |
| 31. Dezember 1940 | Neu Holland–Zeche Herkules     |
| 30. November 1965 | Kirchweg–Brasselsberg          |
| 11. April 1966    | Luisenhaus–Herkules            |

## Fahrzeugpark

### Güterverkehr
Die auf der Strecke eingesetzten Gütertriebwagen gingen auf Entwürfe von Gustav Henkel zurück. Auf ihrer Plattform trugen sie kurze Querschienen, auf denen Loren aufgesetzt werden konnten. Dieses Prinzip machte das Verladen in den Zechen und Steinbrüchen besonders flexibel. Der Führerstand war erhöht in der Mitte aufgebaut, was dem Fahrer eine bessere Sicht ermöglichte. Anfangs standen drei vierachsige Gütertriebwagen zur Verfügung, die von Orenstein & Koppel gebaut worden waren, die elektrische Ausrüstung stammte von der AEG. Der Bestand wurde in den Jahren 1920 bis 1924 auf insgesamt sechs Wagen ähnlicher Bauart aufgestockt. Die Hersteller Henschel und Gotha lieferten jeweils einen Triebwagen, ein weiterer wurde bei der Herkulesbahn aus einem gebraucht von der Filderbahn übernommenen Triebwagen des Baujahrs 1913 umgebaut. Nach dem Ersten Weltkrieg wurden zudem mehrere entsprechende Beiwagen angeschafft, die allerdings zweiachsig ausgeführt waren. Zudem entstand ein zweiachsiger Gütertriebwagen als Umbau aus dem 1911 beschafften Personentriebwagen 23.
Ab 1923 wurden in die Gütertriebwagen Nutzbremse in Form von Widerstandsbremsen mit Stromrückgewinnung eingebaut, wodurch sich der Stromverbrauch dieser Fahrzeuge um etwa ein Viertel reduzierte. Eingebaut wurden AEG-Anlagen nach dem System Welsch. Diese Technik wurde in Straßenbahnen erst Jahrzehnte später verwendet, die Herkulesbahn war bei dieser Technik Vorreiter.
Für den Übergabeverkehr am Güterbahnhof Wilhelmshöhe besaß die Herkulesbahn eine zweiachsige Elektrolokomotive in normalspuriger Ausführung, die die Nummer 91 erhielt.

### Personenverkehr
In den ersten Jahren der Personenbeförderung zielte die Herkulesbahn eher auf Ausflügler ab. Der Wagenpark wurde schrittweise erweitert. Später wurden nur noch gebrauchte Trieb- und Beiwagen angeschafft, zuletzt im Jahr 1960 gebrauchte Nachkriegsfahrzeuge von den Stadtwerken Solingen. Zunächst wurden die Fahrzeuge entsprechend dem Datum ihrer Inbetriebssetzung fortlaufend nummeriert. 1928 führte die Herkulesbahn ein neues Nummernschema ein, wobei nicht alle Nummernkreise vollständig besetzt wurden, und einzelne Betriebsnummern mehrmals vergeben wurden.
Triebwagen 4–6

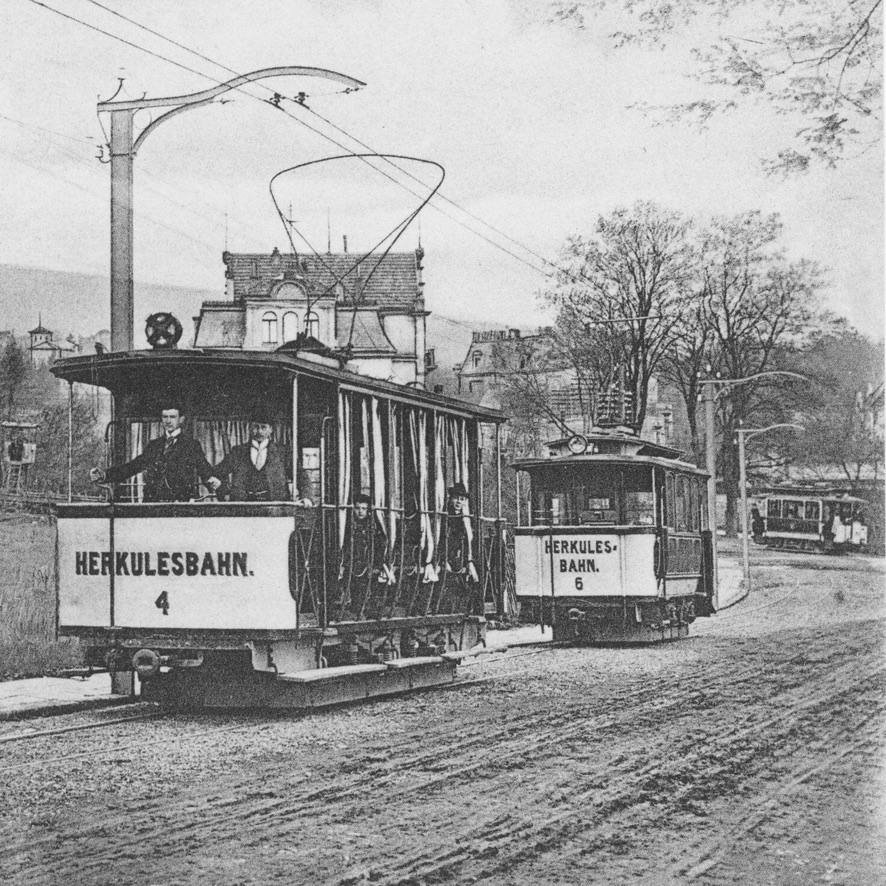
Die Triebwagen 4 und 6 am Palmenbad. Im Hintergrund ein Straßenbahnwagen der Großen Casseler Straßenbahn AG

Im Jahr 1902 wurden drei Personentriebwagen beschafft. Die Triebwagen 4 und 5 waren als sogenannte „Verwandlungstriebwagen“ ausgeführt und besaßen Aufbauten, die im Sommer seitlich geöffnet werden konnten, etwa in der Art eines Sommerwagens. Triebwagen 6 verfügte von Beginn an über einen geschlossenen Wagenkasten, die beiden anderen Fahrzeuge wurden nach einiger Zeit entsprechend umgebaut. Die drei Fahrzeuge waren für den Personenverkehr zwischen Palmenbad und Herkules vorgesehen und standen ab April 1903 zur Verfügung. Die Wagen waren leicht gebaut und verfügten über eine Vierklotz-Handbremse, mechanische Sandstreuer, eine elektrische Kurzschlussbremse sowie Magnetschienenbremse, eine damals neuartige Technologie, die unabhängig von der Reibung zwischen Rad und Schiene wirkte. Sie wurden von der Gottfried Lindner AG in Ammendorf hergestellt und waren jeweils 9570 mm lang, 2000 mm breit, mit einem Achsstand von 2700 mm und boten 18 Sitzplätze. Jeder Wagen war mit zwei BBC-GDTM-Motoren mit je 21 kW Leistung ausgestattet. Nach 1928 wurde Triebwagen 4 in Tw 33 umnummeriert und im September 1959 verschrottet. Tw 5 wurde um 1909 zum Beiwagen 61 und nach 1945 zum Turmwagen 81 (II) umgebaut; seine Verschrottung erfolgte im Mai 1966. Tw 6 wurde bereits vor dem Zweiten Weltkrieg zum Turmwagen 81 (I), jedoch 1944 infolge kriegsbedingter Einwirkung zerstört.
Triebwagen 7
Kurz nach der Aufnahme des Personenverkehrs zeigte sich, dass die vorhandenen drei Wagen nicht ausreichten. Daher wurde noch im selben Jahr ein weiterer Triebwagen bestellt, der 1904 als Triebwagen 7 in Betrieb ging. Ungewöhnlich war die Ausführung als Sommerwagen, bei den meisten Betrieben wurden solche Fahrzeuge aus wirtschaftlichen Gründen nur als Beiwagen beschafft. Der Triebwagen wurde von der  Waggonfabrik Gebrüder Credé in Kassel-Niederzwehren gefertigt, war 8120 mm lang und 2000 mm breit, hatte einen Achsstand von 2000 mm und bot ebenfalls 18 Sitzplätze. Die elektrische Ausstattung entsprach den zuvor gelieferten Triebwagen 4 bis 6. Die Sitzbänke waren zunächst hochklappbar, um auch Güter transportieren zu können. Erst später erhielt das Fahrzeug einen geschlossenen Wagenkasten. Später wurde er in Tw 21 umnummeriert und im März 1960 verschrottet.
Triebwagen 8–14

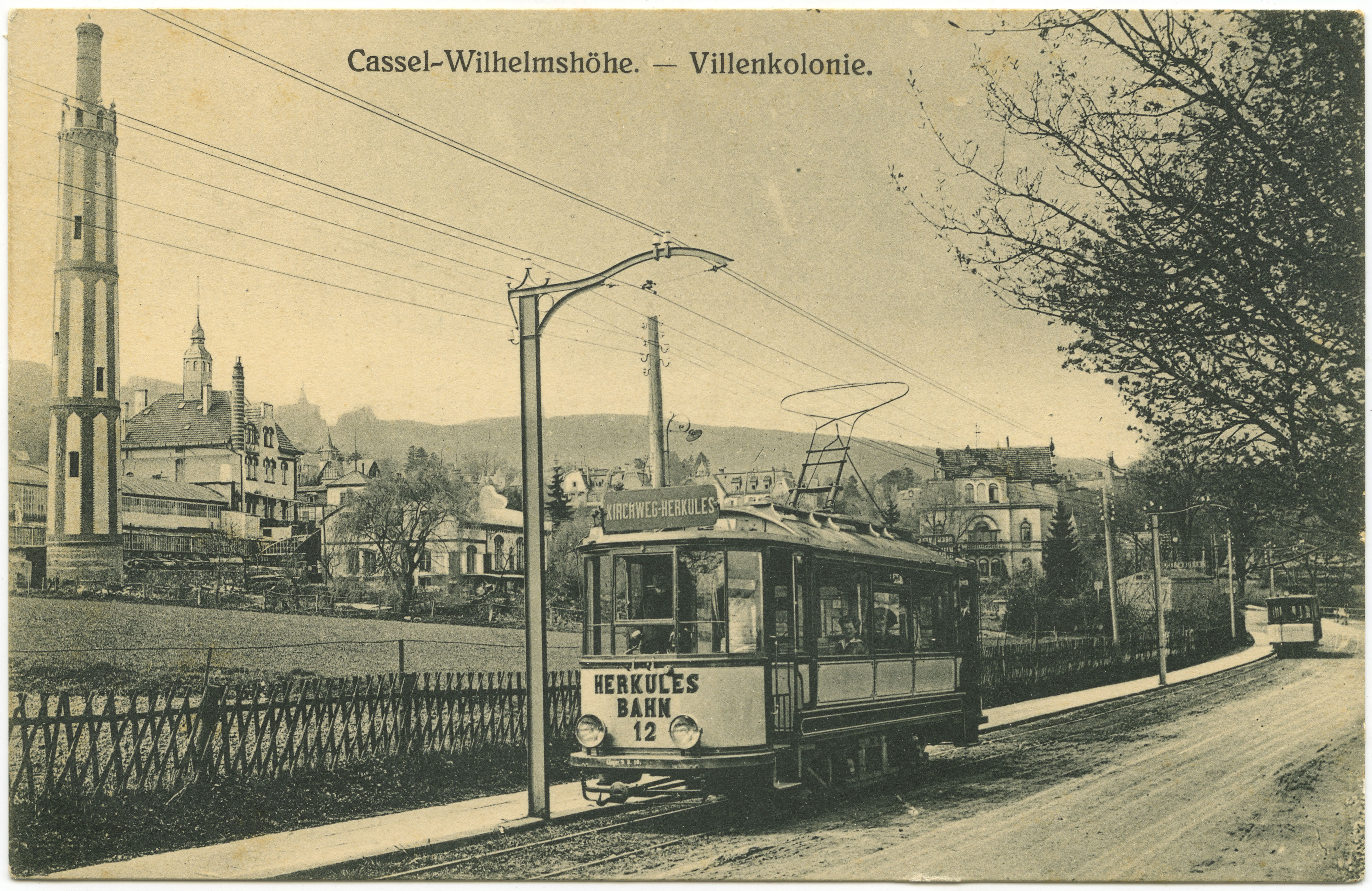
Triebwagen 12 in der Nähe der Endstelle Palmenbad, um 1910

Angesichts der geplanten Netzerweiterung zur Kreuzung Kirchweg/Wilhelmshöher Allee beschaffte Henkel bereits im Jahr 1908 einen ersten zusätzlichen Triebwagen (Tw 8) zur Erprobung. Nachdem 1909 die behördliche Zustimmung zur Erweiterung erteilt worden war, folgten sechs weitere Fahrzeuge (Tw 9–14). Gefertigt wurden diese Triebwagen von der Firma Herbrand in Köln. Sie maßen 9570 mm in der Länge und 2050 mm in der Breite, der Achsstand betrug 2400 mm. Die Wagen boten jeweils 20 Sitzplätze. Die Antriebstechnik variierte: Eingesetzt wurden Elektromotoren der Typen AEG US 523 mit je 54 kW, AEG US 353 mit je 39 kW sowie SSW Du 711 mit je 55 kW Leistung. Später erhielten die Fahrzeuge neue Betriebsnummern und wurden als Tw 26 bis 32 geführt. Die Ausmusterung erfolgte gestaffelt: Tw 27 im März 1964, Tw 26, 28 und 29 im Dezember 1965, Tw 30 und 31 im Mai 1966. Tw 32 wurde bereits nach einem Unfall im Jahr 1947 außer Dienst gestellt. Tw 30 war im Krieg zerstört worden, wurde jedoch 1947 bei Credé mit einem Stahlaufbau unter teilweiser Verwendung von Bauteilen des Tw 32 neu aufgebaut.
Triebwagen 15 und 22
Im Jahr 1909 wurde ein kompakter, leicht gebauter Personentriebwagen in Betrieb genommen, der zunächst als Tw 15 geführt wurde. Gefertigt erneut von Herbrand in Köln, maß er 8270 mm in der Länge und 2000 mm in der Breite, der Achsstand betrug 2200 mm. Der Wagen bot 16 Sitzplätze und war mit zwei BBC-GDTM-Motoren mit jeweils 21 kW Leistung ausgestattet. Später erhielt er die Betriebsnummer Tw 22.
Zwei Jahre später, 1911, wurde die Strecke vom Luisenhaus zur neu erschlossenen Gartenstadt Brasselsberg fertiggestellt. Im Zusammenhang mit dieser Netzerweiterung kam ein weiterer Triebwagen hinzu, baugleich mit dem bereits vorhandenen Tw 15. Er war der letzten als Neuwagen angeschafften Personentriebwagen der Herkulesbahn. Triebwagen 22 wurde später in Tw 23 umgezeichnet. Beide Wagen wurden im Juni 1959 ausgemustert.
Triebwagen 23
1913 wurde ein weiterer zweiachsiger Triebwagen mit der Betriebsnummer 23 beschafft. Das Fahrzeug war eine Nutzlast von 10 Tonnen ausgelegt. Nach Angaben der Herkulesbahn wurde der Wagen vorrangig als leichte Gütermaschine eingesetzt, an verkehrsstarken Tagen jedoch auch für den Personenverkehr herangezogen. Ob dabei ein für die Personenbeförderung geeigneter Aufbau vorhanden war oder ob der Wagen lediglich als Zugfahrzeug für Personenbeiwagen diente, lässt sich heute nicht mehr zweifelsfrei feststellen. Hergestellt wurde das Fahrzeug von Herbrand. Zu einem späteren Zeitpunkt erfolgte der Umbau zu einer reinen Güterlokomotive mit der Betriebsnummer 1(II). Für diese spätere Ausführung sind folgende technische Daten überliefert: Die Länge betrug 8060 mm, der Achsstand 2400 mm. Angetrieben wurde die Maschine durch zwei AEG-Motoren des Typs U 32 mit je 38 kW Leistung. Das Eigengewicht lag bei 9,8 Tonnen, die zulässige Nutzlast bei 7,5 Tonnen. Die Verschrottung dürfte vor 1948 erfolgt sein.
Beiwagen 16–21
Bereits im März 1910 begannen erste Versuche mit Beiwagenbetrieb. Die Ergebnisse waren so überzeugend, dass zum Sommerfahrplan desselben Jahres alle sechs auf der Hauptstrecke eingesetzten Personentriebwagen regulär mit Beiwagen verkehrten.
Den Anfang machte Beiwagen 16 von Herbrand. Er war 7900 mm lang, 2050 mm breit, besaß einen Achsstand von 2200 mm und bot 18 Sitzplätze. Das Fahrzeug war ohne separates Laufgestell ausgeführt. Später wurde er in Bw 62 umnummeriert und im Oktober 1961 ausgemustert. Es folgten fünf weitere baugleiche Beiwagen (Nr. 17–21) vom selben Hersteller. Diese wurden später als Bw 63 bis 67 geführt. Die Ausmusterungen erfolgten gestaffelt: Bw 63 im Dezember 1965, Bw 64 bis 66 im September 1962. Der Verbleib von Bw 67 ist nicht dokumentiert; vermutlich wurde der Wagen im Zweiten Weltkrieg zerstört.
Triebwagen 40–41

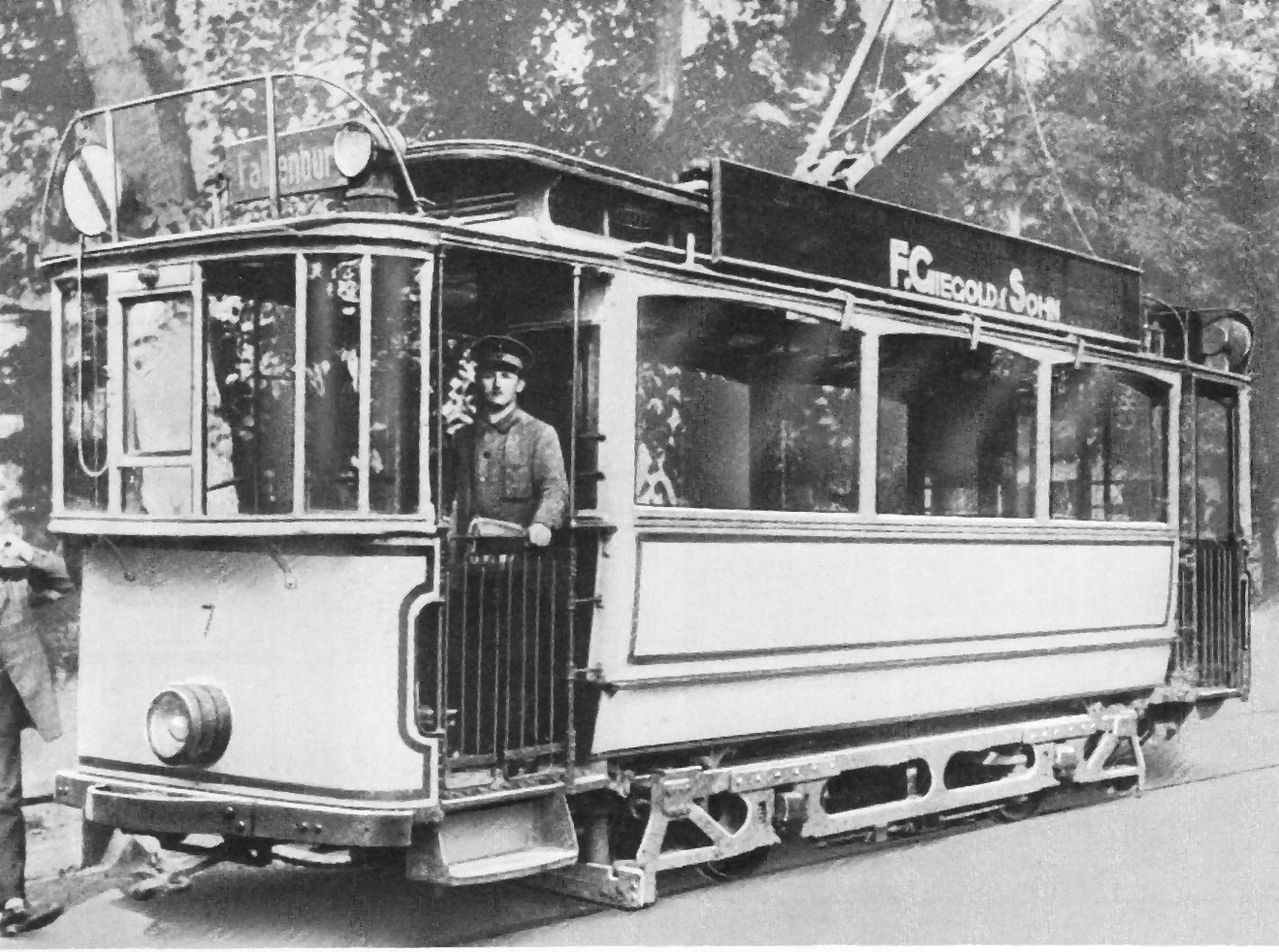
Die Straßenbahn Weimar übernahm aus der selben Krefelder Serie 1925 acht Triebwagen. Hier ein baugleiches Fahrzeug im Einsatz in Weimar.

1924 wurden von der Krefelder Straßenbahn zwei gebrauchte Triebwagen übernommen. Diese stammten aus dem Baujahr 1900 und trugen die Nummern 201 und 211. Gebaut wurden sie von Carl Weyer & Cie. Nach ihrem Ankauf wurden sie für den Betrieb auf der Herkulesbahn umgerüstet, insbesondere im Hinblick auf die topographisch anspruchsvolle Strecke. Sie erhielten zunächst die Betriebsnummern 40 und 41. Die Fahrzeuge waren etwa 9100 mm lang, 2050 mm breit und hatten einen Achsstand von 2600 mm. Die Sitzplatzkapazität lag bei 20. Für den Antrieb sorgten jeweils zwei AEG-Motoren vom Typ U 105 mit einer Leistung von je 41 kW. Später wurden die Wagen in Tw 24 und Tw 25 umnummeriert. Tw 24 wurde im November 1959 ausgemustert, Tw 25 vermutlich bereits vor 1941 außer Dienst gestellt.
Beiwagen 42–48
Um dem gestiegenen Fahrgastaufkommen besser gerecht zu werden, wurden 1924 sieben Beiwagen in leichter Bauweise bei der Waggonfabrik Wegmann & Co. in Kassel in Auftrag gegeben. Die Auslieferung der Fahrzeuge erfolgte in den Jahren 1925 und 1926. Die Beiwagen mit den Nummern 42 bis 48 waren jeweils 9300 mm lang und 2050 mm breit, der Achsstand betrug 2700 mm. Sie boten 24 Sitzplätze und waren ohne separates Laufgestell konstruiert. Später wurden sie in die Nummern Bw 68 bis 74 umgezeichnet. Die Ausmusterung der Wagen erfolgte schrittweise: Bw 68 im Juni 1960, Bw 69 im Dezember 1965, Bw 70 und 71 im Dezember 1961, Bw 72 im September 1966, Bw 73 im November 1966 und BW 74 bereits im November 1960.
Triebwagen 34–36
Im Jahr 1935 wurden drei gebrauchte Personentriebwagen von der Städtischen Straßenbahnen Hamborn übernommen. Die Fahrzeuge mit den ursprünglichen Nummern 2, 4 und 9 stammten aus dem Baujahr 1910 und wurden nach ihrer Übernahme als Tw 34 bis 36 in den Fahrzeugbestand eingegliedert. Gebaut wurden sie von der Waggonfabrik Uerdingen. Mit einer Länge von 9150 mm, einer Breite von 2100 mm und einem Achsstand von 2250 mm boten die Wagen jeweils 18 Sitzplätze. Der Antrieb erfolgte über zwei AEG-Motoren, entweder vom Typ US 353 mit je 39 kW oder USL 323 mit je 45 kW Leistung. Mit dem Zugang dieser Fahrzeuge war die Beschaffung von Triebwagen für den Personenverkehr für die folgenden zwei Jahrzehnte abgeschlossen. Die Ausmusterung erfolgte schrittweise: Tw 35 wurde im Dezember 1956 verschrottet, Tw 36 im Juli 1964, Tw 34 im Dezember 1965.
Triebwagen 11
Im Jahr 1957 gab die Kasseler Verkehrs-Gesellschaft einen 1901 beschafften, normalspurigen Personentriebwagen mit der ursprünglichen Nummer 101 an die Herkulesbahn ab. Für den Einsatz auf den Strecken der Herkulesbahn wurde er von Normalspur auf Meterspur umgespurt und erhielt die neue Betriebsnummer 11. Hersteller des Fahrzeugs war Van der Zypen & Charlier in Köln-Deutz. Der Triebwagen war 8850 mm lang, 2100 mm breit, hatte einen Achsstand von 2000 mm und bot Platz für 20 Fahrgäste. Der Antrieb erfolgte durch zwei AEG-Motoren vom Typ US 353, die aus dem zuvor ausgemusterten Triebwagen 35 übernommen worden waren. Der Triebwagen blieb bis September 1962 im Einsatz.
Triebwagen 12–17
Nachdem Ende 1958 die Diskussion über eine mögliche Umstellung der Herkulesbahn auf Omnibusbetrieb beendet war, bot sich im darauffolgenden Jahr die Gelegenheit, sechs moderne Straßenbahntriebwagen aus Solingen zu übernehmen. Die Straßenbahn Solingen hatte ihren Betrieb schrittweise eingestellt und dafür das Solinger Obussystem aufgebaut; die letzte Linie beendete ihren Betrieb im November 1959. Damit standen die modernen Triebwagen 371 bis 376 von 1950 zum Verkauf. Die Fahrzeuge wurden 1959 nach Kassel überführt und erhielten dort die Betriebsnummern 12 bis 17. Sie wurden für den Betrieb nach der Vereinfachten Eisenbahn-Bau- und Betriebsordnung für Schmalspurbahnen angepasst und bis April 1960 in Dienst genommen.
Die Fahrzeuge waren Verbandswagen mit Stahlaufbau und von der Düsseldorfer Waggonfabrik gebaut worden. Sie waren 11.100 mm lang und 2170 mm breit, der Achsstand betrug 2500 mm. Die Triebwagen boten 22 Sitzplätze und waren mit zwei SSW-Motoren vom Typ Du 711 mit jeweils 60 kW Leistung ausgestattet. Die Ausmusterung erfolgte ab Mitte der 1960er Jahre. Der Wagenkasten von Tw 12 wurde nach einem Unfall im Januar 1964 verschrottet, das Fahrgestell jedoch ab Februar 1964 für Tw 17 weiterverwendet. Tw 13 wurde im Mai 1966 ausgemustert, Tw 14 bis 17 folgten im Oktober desselben Jahres.
Beiwagen 75
Im Jahr 1960 übernahm die Herkulesbahn einen weiteren Beiwagen von der Kasseler Verkehrs-Gesellschaft. Der ehemalige Beiwagen 605 aus dem Baujahr 1907 war der letzte Neuzugang der Herkulesbahn. Nach der Umspurung wurde er unter der Betriebsnummer 75 in den Fuhrpark eingegliedert. Hergestellt wurde das Fahrzeug von Van der Zypen & Charlier in Köln-Deutz. Die Aufbaulänge betrug 8865 mm, der Achsstand 2200 mm. Das Platzangebot umfasste 20 Sitz- und 18 Stehplätze.
Bereits 1948 war der Wagen grundlegend umgebaut worden. Er erhielt ein neues Fahrgestell, das von dem zuvor verschrotteten Triebwagen 2 der KVG stammte. Dessen ursprünglicher Achsstand wurde dabei auf 2200 mm gekürzt.